# Petrakia echinata
Petrakia echinata is een schimmel behorend tot de familie Pseudodidymellaceae. Het leeft monofaag en veroorzaakt bovenzijdigebladvlekken op planten uit de familie Sapindaceae. Hij is bekend van Acer pseudoplatanus. De conidia zijn bruin, glad, elliptisch, herhaaldelijk in twee richtingen gesepteerd en meten 10-24 × 12-20 µm. De conidia hebben doons die in 2 tot 5 richtingen staan en 5-20 µm lang zijn.

## Foto's

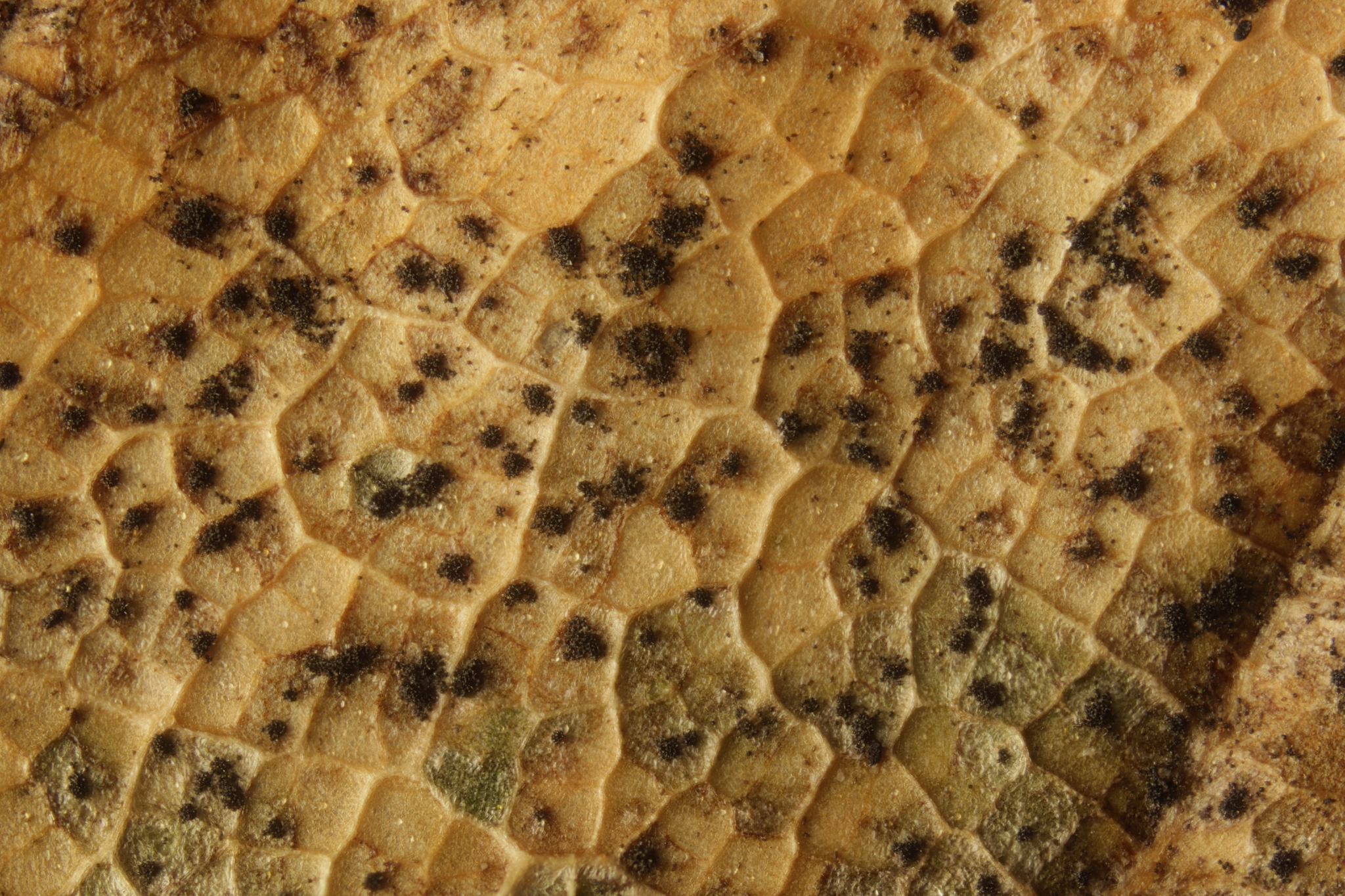
Close-up
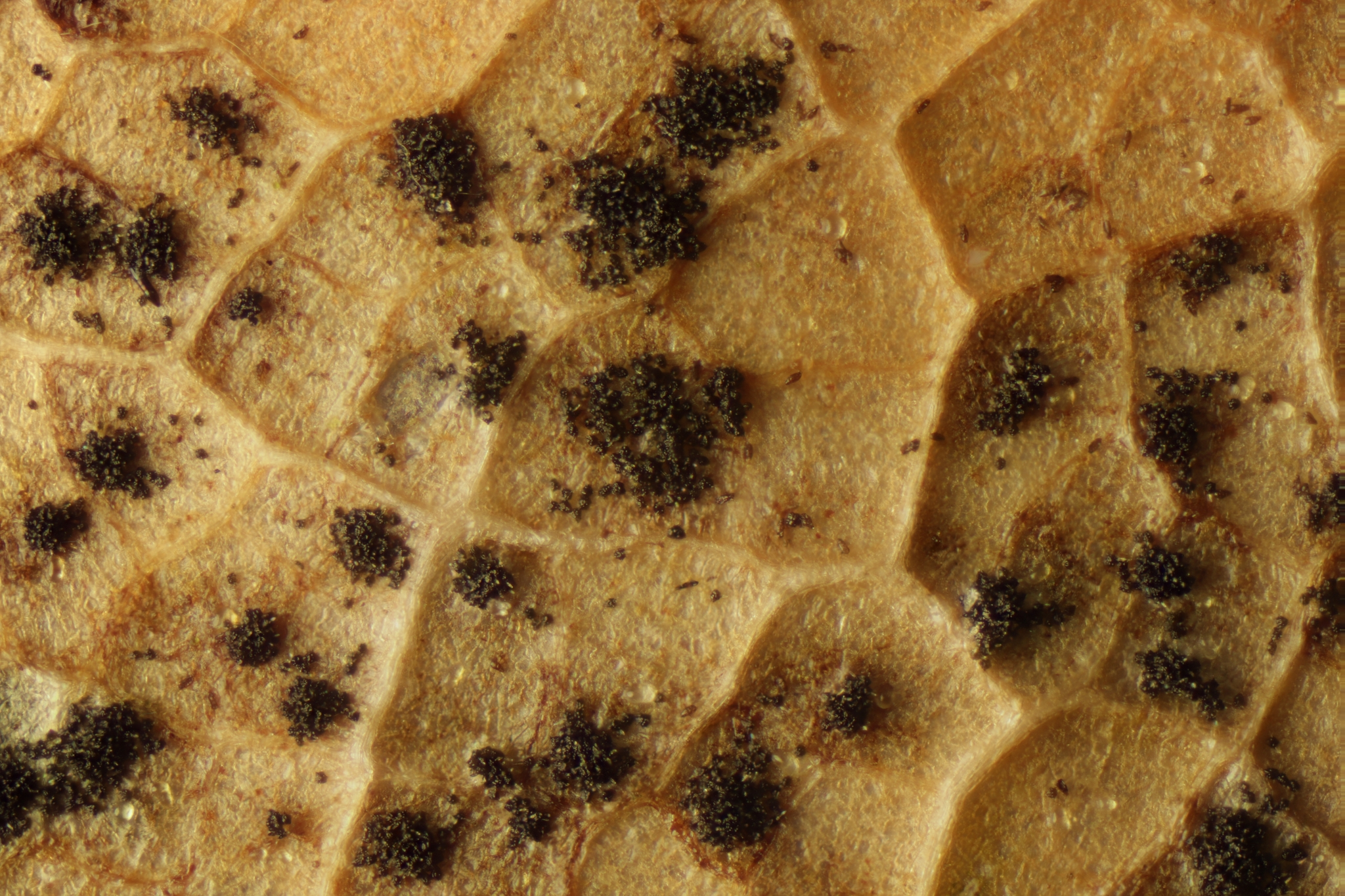
Close-up
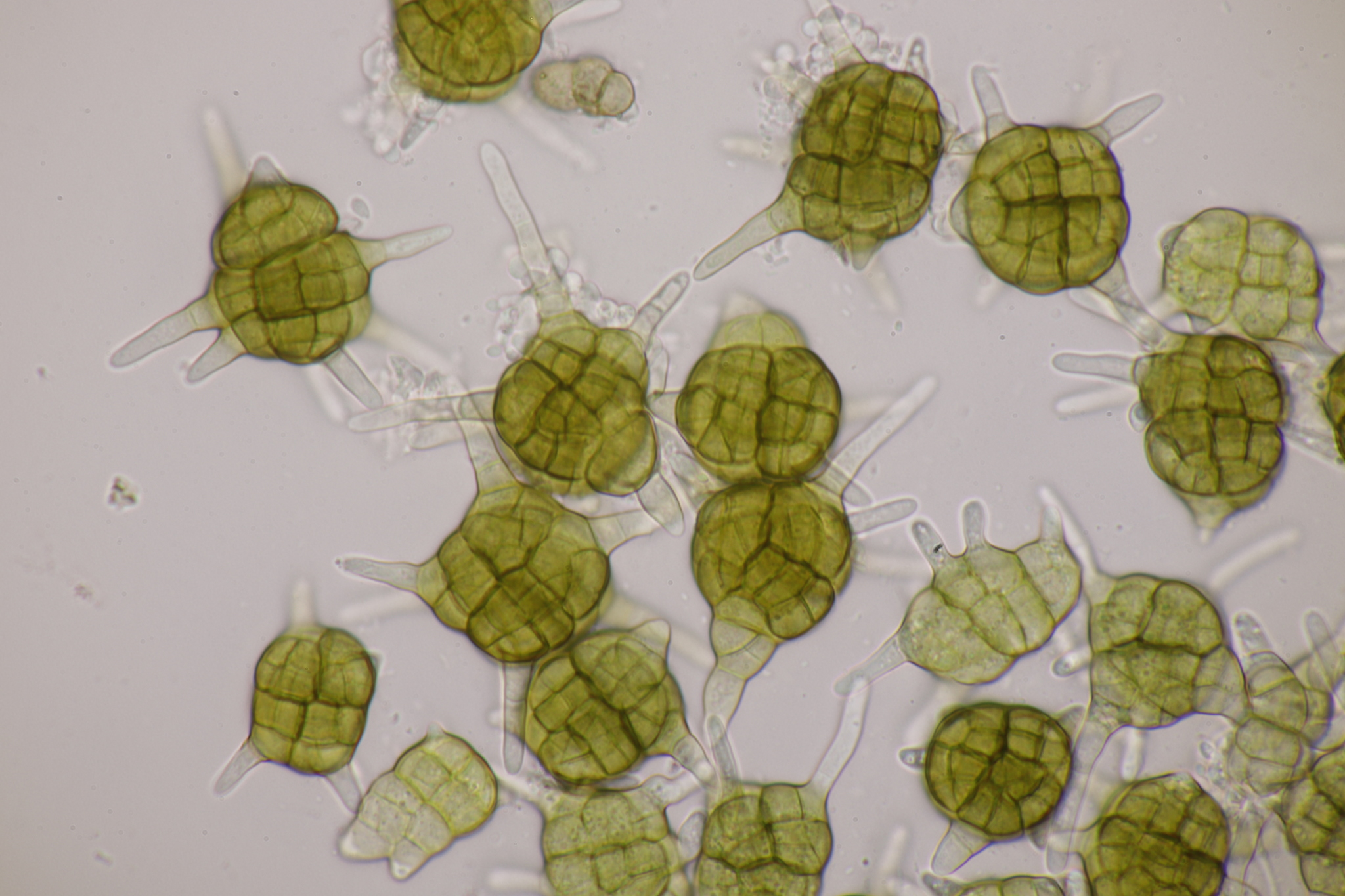
Sporen